# Automate
Automate é o segundo álbum do grupo Das erste Wiener Gemüseorchester. Foi lançado em 2003. Em um trabalho mais rebuscado que o anterior a orquestra agora utiliza sons com um toque maior de contemporaneidade. Há mescla do eletrônico, noise (sugerido na música Noiz), jazz e house. Os membros esforçaram-se ao máximo para a criação de novos instrumentos, desta vez todas as hortaliças são orgânicas. A união do clássico com o moderno tornam este CD único e bastante diferenciado.

## Faixas
1. ASP — 04:57
2. Stoik — 04:22
3. Radian —	05:10
4. Prelay —	06:16
5. Frkklz — 03:09
6. Greenhouse — 03:26
7. Noiz — 02:23
8. Urgem X — 02:10
9. Rauschnberg — 03:52
10. Radioaktivität —	05:01
11. Automate — 04:39